# 하인리히 에버바흐
하인리히 쿠르트 알폰스 빌리 에버바흐(독일어: Heinrich Kurt Alfons Willy Eberbach, 1895년 11월 24일 ~ 1992년 7월 13일)는 제2차 세계 대전 당시 독일 국방군의 기갑군단 사령관이었다. 그는 성공적인 군사 지도력을 인정받아 나치 독일로부터 기사십자 철십자장을 받았다. 나치 독일 장군으로써는 독일의 재통일 당시 살아있던 몇 안 되는 사람이었다.

## 어린 시절과 경력
에버바흐는 1895년 11월 24일 독일 제국 내 뷔르템베르크 왕국의 수도였던 슈투트가르트에서 태어났다. 그의 아버지는 상인이었지만 에버바흐가 6살 때 사망했다. 결국 그의 어머니가 그와 다른 4명의 자식들을 돌봐야 했다. 1911년, 에버바흐는 고등중학교인 레알슐레에 입학했으며 아비투어로 1914년 6월 30일 졸업했다. 1914년 말 에버바흐는 군단장으로써 프랑스에서 싸웠으며 1915년 2월에는 중위로 진급했다. 1915년 그는 프랑스제 총알로 인해 코를 잃었고, 이것이 두번째로 그가 프랑스에서 당한 부상이었다. 그는 프랑스군에 포로로 잡혔다. 1916년 12월 그는 프랑스 포로와 맞교환되었다. 1918년 그는 팔레스타인으로 가서 터키 제8군의 장교로 복무했다. 그는 터키어를 할 수 있었다.

## 전간기
1920년대 에버바흐는 뷔르템베르크의 민간 경찰서에서 일했으며 1935년 독일 국방군에 참여했다. 그는 중령으로 진급했으며 1938년 그는 새로 창설된 제4기갑사단의 제35기갑여단의 여단장이 되었다.

## 제2차 세계 대전

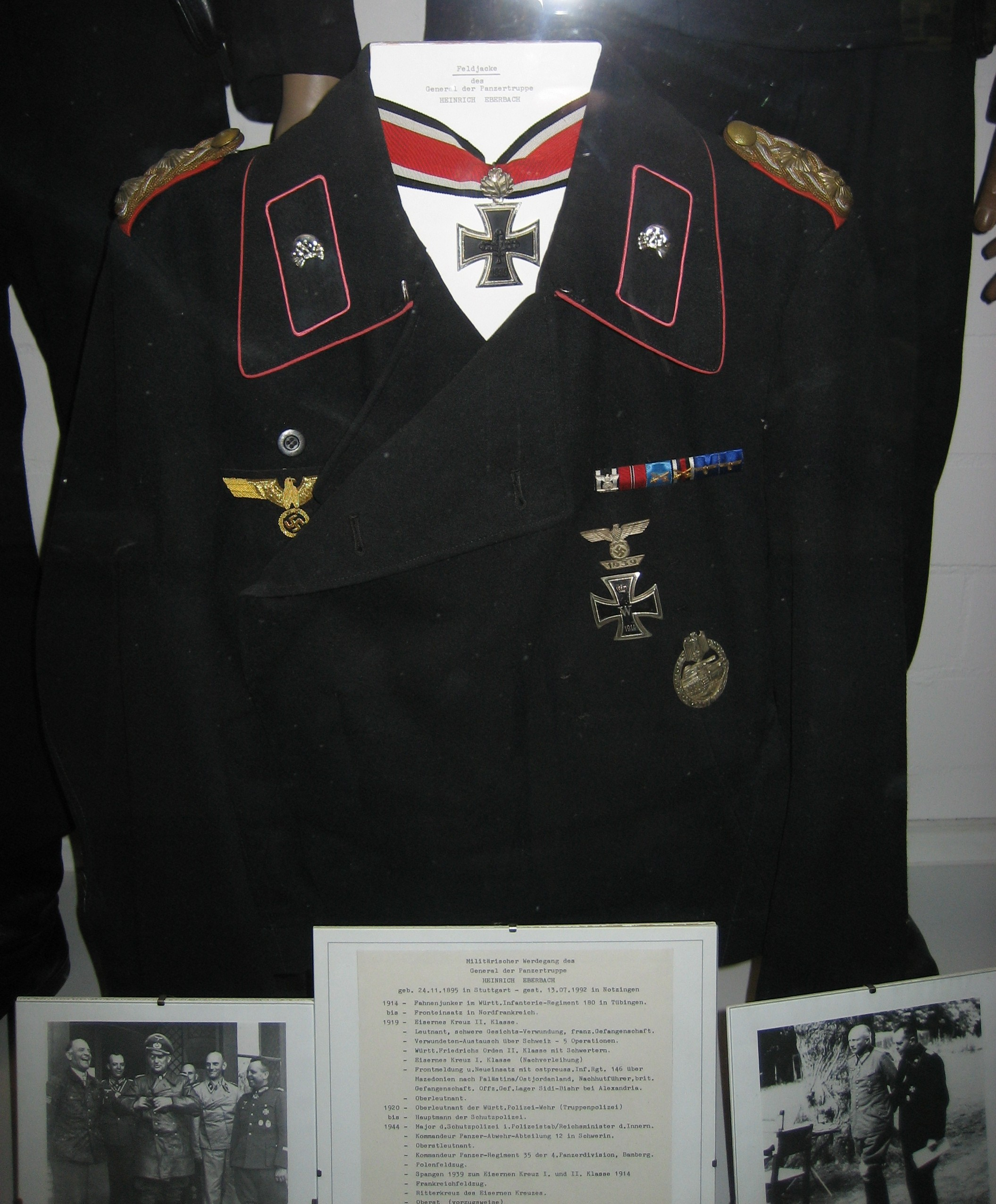
하인리히 에버바흐의 제복

에버바흐는 독일의 폴란드 침공에 참여하였고, 우치 인근의 기갑여단의 여단장으로써 활약해 바르샤바로 진격하였다. 1940년 그는 프랑스 공방전에 참여해 뮤즈 강 도하 작전에서 하소 폰 만토이펠의 공세를 지원했다. 6월 그들은 리옹으로 진격하였다. 이후 1941년 6월 바르바로사 작전의 시작으로 그는 하인츠 구데리안이 이끄는 독일 제24기갑군단 후하의 독일 제5기갑여단의 사령관으로 임명되었다. 1942년 3월 그는 대령으로 진급해 제4기갑사단의 사단장이 되었다. 그는 이 때 당시 툴라로부터 120마일 떨어진 러시아의 마을 수히니치의 독일군 전선에 주둔하고 있었다. 1942년 11월 말 에버바흐는 제48기갑군단을 맡았으며 이들은 천왕성 작전 당시 막 편성되어 작전 당일날 투입된 기갑편성부대였다. 에버바흐는 곧 부상을 당했고 탈출했지만 2월까지 병원에 있어야 했다. 그는 곧 본토 부대의 기갑군 조사관이 되었고, 기사십자 철십자장을 받은 후 소장으로 진급했다. 1943년 11월 에버바흐는 니코폴 인근 군대의 지휘관이 되어 소련에 맞서 지토미르에서 싸웠다. 그는 12월에 신장병에 걸렸으며 이후 기갑군 조사관이 다시 되었다.
1944년 초기 에버바흐는 기갑군단 사령관으로 진급했다. 노르망디 상륙 작전 당시 그는 영국군의 주노 해변과 소드 해변 상륙에 맞서 싸웠다. 7월 2일 그는 레오 가이어 폰 슈펜베르크의 뒤를 이어 서부기갑군의 사령관 직을 맡았다. 8월 9일, 그의 부대는 분할되었고 대부분 파괴된 부대인 제5기갑군을 철수시켰다. 연합군에 맞서 싸울 수 있는 부대는 에버바흐 기갑집단으로 재편성했다. 에버바흐는 노르망디를 돌파한 연합군을 차단하기 위해 모르탱과 아브랑슈 사이에 반격을 가하라는 명령을 받고 이 기갑집단을 지휘했다. 발터 바를리몬트 장군이 그의 본부에 8월 1일 도착해 상황을 면밀히 살피라고 말했고, 에버바흐는 그에게 센-욘 강 방어선으로의 즉각적인 후퇴가 유일하게 가능한 해결책이라고 말했다. 그러나 바를리몬트는 에버바흐의 철수 요구를 받아들이지 않고 공격 명령만 확인했다. 공격은 실패로 끝났고, 에버바흐 기갑집단과 제7군은 팔레즈 포위전에서 전멸했다. 에버바흐는 탈출해 8월 21일 남아있는 제7군의 잔병들의 지휘를 맡았다. 8월 31일 아미앵에서 그는 영국군에 포로로 잡혔다.

## 전쟁 이후

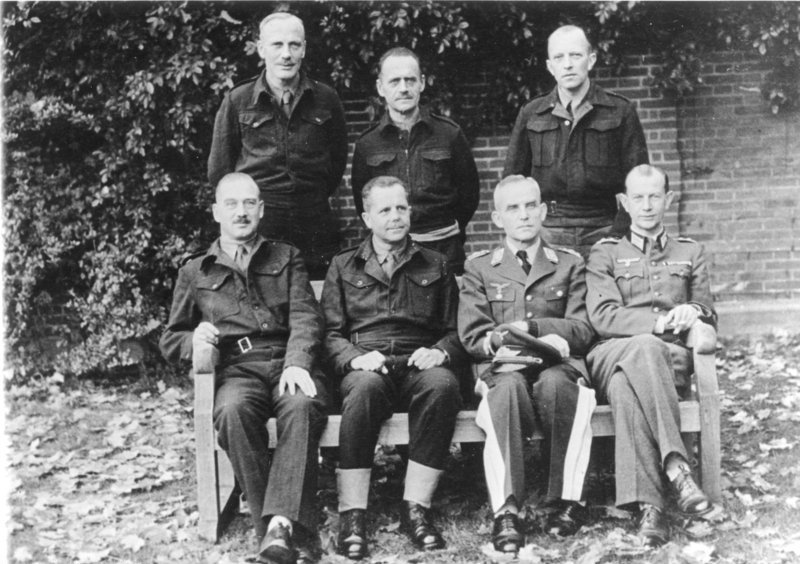
포로 수용소인 트렌트 공원에서의 에버바흐.

에버바흐는 1948년까지 전쟁포로 수용소에 갇혀있었다. 이후 그는 고향 뷔르템베르크로 돌아가서 1992년 통일 독일의 바덴뷔르템베르크 주에서 96세의 나이로 사망했다.

## 저작
- Eberbach, Heinrich (1945–1954). 《Panzer Group Eberbach and the Falaise Encirclement》. Karlsruhe, Germany: Historical Division, Headquarters United States Army, Europe, Foreign Military Studies Branch. OCLC 33089881.

### 참고 문헌
- Alman, Karl (2008). 《Panzer vor - Die dramatische Geschichte der deutschen Panzerwaffe und ihre tapferen Soldaten》 [Panzer ahead - The dramatic story of the German Panzer force and their brave soldiers] (독일어). Würzburg, Germany: Flechsig Verlag. ISBN 978-3-88189-638-2.
- Fellgiebel, Walther-Peer (2000) [1986]. 《Die Träger des Ritterkreuzes des Eisernen Kreuzes 1939–1945 — Die Inhaber der höchsten Auszeichnung des Zweiten Weltkrieges aller Wehrmachtteile》 [The Bearers of the Knight's Cross of the Iron Cross 1939–1945 — The Owners of the Highest Award of the Second World War of all Wehrmacht Branches] (독일어). Friedberg, Germany: Podzun-Pallas. ISBN 978-3-7909-0284-6.
- Battle of the Falaise Gap, G. Florenton, Hawthron Books, 1967.
- Battle Group! German Kampfgruppen Action of WWII, James Lucas, Arms & Armour Press, 1993.
- Bravery in Battle, D. Eshel, ppg. 47-48.
- Hitler's Commanders, James Lucas, 2000.
- Kienle, Polly (2005). “Still Fighting for the Myth: German Wehrmacht Officers' Reports for the U.S. Historical Division”. H-net.com. 2016년 1월 31일에 원본 문서에서 보존된 문서. 2016년 5월 17일에 확인함.
- Panzers in Normandy: General Hans Eberbach and the German Defense of France, 1944, Samuel Mitchem, 2009.
- Panzer: A Revolution In Warfare, Roger Edwards.
- Scherzer, Veit (2007). 《Die Ritterkreuzträger 1939–1945 Die Inhaber des Ritterkreuzes des Eisernen Kreuzes 1939 von Heer, Luftwaffe, Kriegsmarine, Waffen-SS, Volkssturm sowie mit Deutschland verbündeter Streitkräfte nach den Unterlagen des Bundesarchives》 [The Knight's Cross Bearers 1939–1945 The Holders of the Knight's Cross of the Iron Cross 1939 by Army, Air Force, Navy, Waffen-SS, Volkssturm and Allied Forces with Germany According to the Documents of the Federal Archives] (독일어). Jena, Germany: Scherzers Miltaer-Verlag. ISBN 978-3-938845-17-2.
- Searle, Alaric (2003). 《Wehrmacht Generals, West German Society, and the Debate on Rearmament, 1949–1959》. Westport, CT: Praeger Publishers. ISBN 978-0-275-97968-3.
- Stockert, Peter (1996). 《Die Eichenlaubträger 1939–1945 Band 1》 [The Oak Leaves Bearers 1939–1945 Volume 1] (독일어). Bad Friedrichshall, Germany: Friedrichshaller Rundblick. ISBN 978-3-9802222-7-3.
- Thomas, Franz (1997). 《Die Eichenlaubträger 1939–1945 Band 1: A–K》 [The Oak Leaves Bearers 1939–1945 Volume 1: A–K] (독일어). Osnabrück, Germany: Biblio-Verlag. ISBN 978-3-7648-2299-6.
- Wegmann, Günter (2004). 《Die Ritterkreuzträger der Deutschen Wehrmacht 1939–1945 Teil VIIIa: Panzertruppe Band 1: A–E》 [The Knight's Cross Bearers of the German Wehrmacht 1939–1945 Part VIIIa: Panzer Force Volume 1: A–E] (독일어). Bissendorf, Germany: Biblio-Verlag. ISBN 978-3-7648-2322-1.